# Parafia Najświętszej Maryi Panny Śnieżnej w Drobnicach
Parafia Najświętszej Maryi Panny Śnieżnej w Drobnicach – parafia rzymskokatolicka znajdująca się w archidiecezji częstochowskiej, w dekanacie osjakowskim.

## Proboszczowie parafii
Źródło:
- ks. Leonard Zagórski (1977–1979)
- ks. Tadeusz Kańtoch (1979–1986)
- ks. Edward Kosior (1986–2008)
- ks. Zbigniew Witecki (2008–2020)
- ks. Dariusz Szczepańczyk (2020-2024)
- ks. Marcin Kręciwilk (od 2024)